# Battaglia di Campotenese
La battaglia di Campotenese fu combattuta il 9 marzo 1806 tra il II Corpo del napoleonico esercito di Napoli guidato dal generale Reynier e l'esercito borbonico comandato dal generale Damas.

## Antefatto
In seguito alla decisione del re Ferdinando IV di Napoli di allearsi alla terza coalizione e schierarsi quindi contro Napoleone e alla schiacciante vittoria di quest'ultimo nella battaglia di Austerlitz, Napoleone dichiarò decaduta la sovranità dei Borboni sul sud Italia. Proclamò suo fratello Giuseppe Re di Napoli e di conseguenza la Francia nel febbraio 1806 invase il regno di Napoli (questa era la seconda invasione francese in sette anni). Napoli cadde il 15 febbraio e a marzo solo la fortezza di Gaeta e la Calabria, dove l'esercito borbonico si era trincerato, resistevano ai francesi.

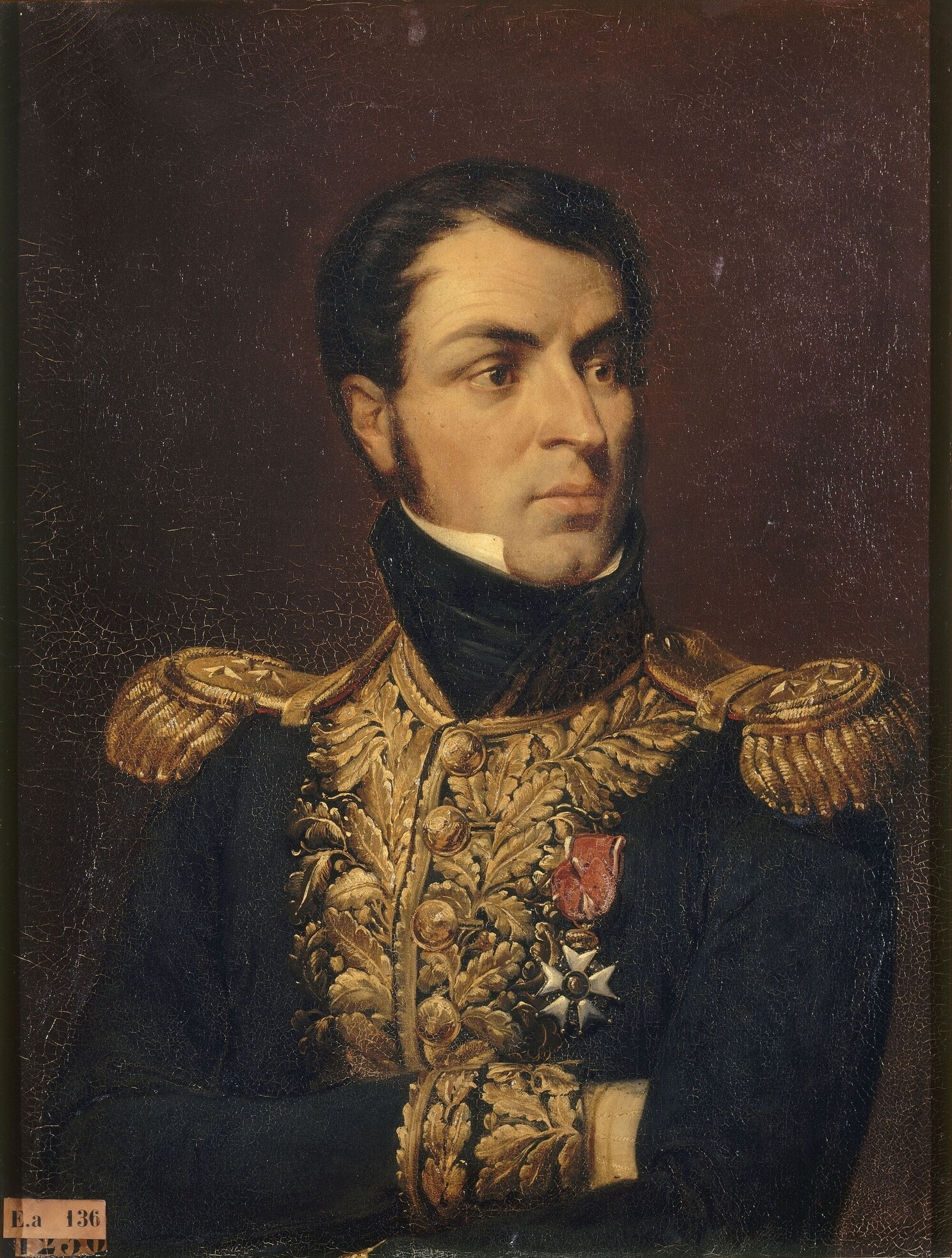
Ritratto del generale Reynier

Il generale Reynier, il cui II Corpo includeva due battaglioni della Legione polacca, un battaglione di fanteria svizzera e inoltre truppe del regno d'Italia e del regno di Etruria, marciando speditamente da Salerno fece attaccare dai volteggiatori del colonnello Compère le milizie irregolari del colonnello Curci, le quali si dispersero sui monti vicini. Superato il passo di Campestrino, l'avanguardia francese avanzò con molta celerità sulla strada che porta a Lagonegro. Il colonnello borbonico Pignatelli aveva abbandonato Auletta il 4 marzo e si era fermato il 5 a Casalnuovo ed il 6 di buon mattino si era riunito al generale Minutolo che stava in Lagonegro con il reggimento Principessa, con un battaglione del reggimento Sanniti, col reggimento Re Cavalleria, e con buon numero di artiglierie collocate, come se non si fosse in stato di guerra, nella piazza maggiore della città.
In quello stesso giorno i francesi, avendo trovato non guardate le alture che dal lato destro sovrastano Lagonegro, vi s'inoltrarono e sboccarono all'improvviso nella piazza della città, mentre Minutolo li attendeva dalla strada maestra. Grande fu la confusione che produsse questa sorpresa tra i soldati borbonici, i quali nondimeno fecero fuoco sul nemico, come meglio riuscirono. Gli artiglieri scaricarono i pezzi posti sulla piazza, e ne rimasero uccisi non pochi volteggiatori francesi, tra cui il loro comandante il capitano Renac. Durante l'attacco vennero persi dai borbonici tre cannoni e numerose vettovaglie e viveri, inoltre numerosi soldati rimassero prigionieri. I soldati napoletani che non rimasero prigionieri si ritirarono prima in Lauria, quindi a Castelluccio, dove si riunirono al brigadiere Pasquale de Tschudy che vi stava con tre battaglioni del reggimento Abruzzi e con due battaglioni del Carolina 2° ai quali si unirono, provenienti da Rotonda, tre battaglioni del reggimento Real Ferdinando col brigadiere Ricci. L'avanguardia francese fece anche numerosi prigionieri e catturò tre cannoni a Lauria.

## Battaglia

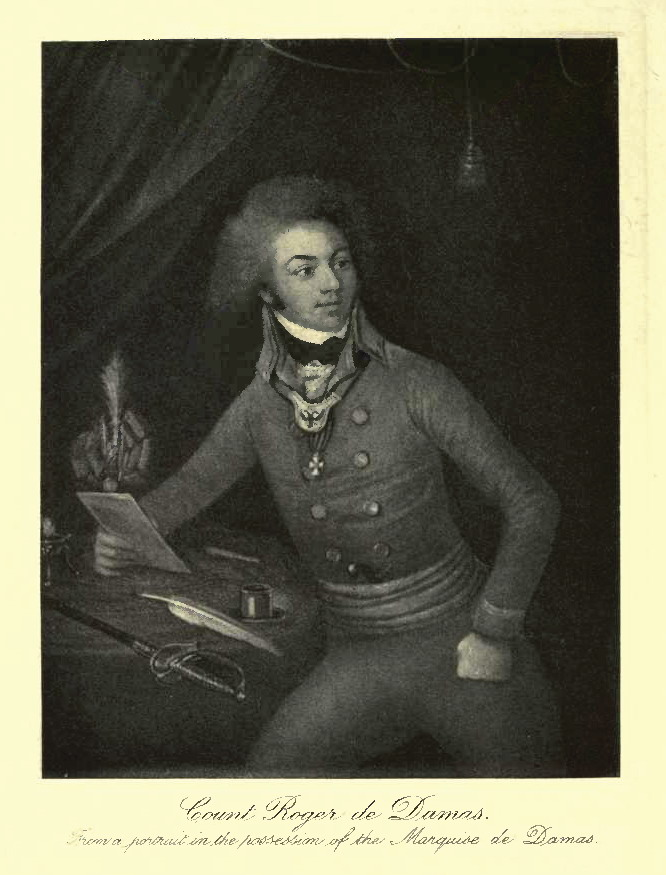
Ritratto del conte Roger de Damas

Da Lauria e da Castelluccio Inferiore le truppe napoletane si ritirarono tra il 6 e il 7 marzo 1806, tramite la valle di San Martino, sino al piano di Campotenese, dove la fanteria, sotto gli ordini dei brigadieri Pasquale de Tschudy e Ricci, venne disposta una linea dietro alcune ridotte costruite sul fronte del campo. A destra, appoggiato ai monti, si dispose Tschudy; il centro era agli ordini diretti del comandante in capo Damas; la sinistra, affidata al Brigadiere Ricci, si teneva verso il mezzo del piano, lasciando in tal modo un miglio circa di spazio scoperto tra l'estrema sinistra della linea, composta esclusivamente da truppe di fanteria, e le montagne che la vallata circondano. La cavalleria comandata dal brigadiere Pinedo rimase in seconda linea. Il battaglione dei Granatieri Reali comandato dal colonnello Roth, che era stato posto a guardia della valle di San Martino, non appena le truppe napoletane l'ebbero attraversata, andò a schierarsi a destra della fanteria, e due sole compagnie di cacciatori Calabri con uno squadrone di cavalleria rimasero in avanguardia allo sbocco del passo.
I soldati residui dei reggimenti Principessa e Sanniti - riuniti dopo la sorpresa di Lagonegro sotto il comando dei colonnelli Pignatelli e Nunziante - furono situati sulla cima della montagna, a cui appoggiava il fianco destro la linea della fanteria borbonica. Questa era la disposizione delle truppe del generale Minutolo la mattina del 9 marzo.
Il tempo era orribile, infatti un denso polverino di neve faceva sì che la visibilità fosse molto limitata. I soldati erano assiderati e affamati, inoltre mancava l'acqua. I cavalli, inoltre, non si reggevano più sulle zampe. 
Le truppe al comando di Rosenheim, che aveva avuto ordine di raggiungere Minutolo, non comparivano all'orizzonte : per tutti questi motivi il comandante Damas aveva deciso di far sgomberare il bacino di Campotenese e di ritirarsi con tutte le truppe a Castrovillari, per riunirsi con le truppe di Minutolo, Rosenheim e Fardella. Ma l'atto non seguì pronto il concetto e, mentre egli deliberava, i francesi, facendo impeto contro la debolissima avanguardia lasciata all'ingresso della valle di San Martino, la obbligarono a ripiegare, e quasi facendosene scudo, sboccarono nel piano di Campotenese verso il mezzogiorno del 9 marzo. 
Formata prima in colonna addensata, la brigata del general Compère si spiegò subitamente in battaglia, guadagnando terreno in avanti e appoggiando a sinistra per far entrare in linea la divisione Verdier. La riserva francese, guidata del generale Franceschi, sboccava lentamente dalla valle. Un battaglione del 42° di ordinanza spingendosi sulle alture attaccò i resti dei reggimenti Principessa e Sanniti, i quali già deboli per numero e per disciplina cominciarono a ripiegarsi, dopo una regolare ma non vigorosa resistenza.
Allora il generale Reynier fece avanzare a passo accelerato tutta la sua linea spiegata in battaglia, contro la quale fecero parecchie scariche i ridotti napoletani e la fanteria, ma con scarso effetto. Il conte di Damas vide i francesi già padroni delle alture: divenuto impossibile prolungar la difesa del campo, ordinò la ritirata quando già la brigata del generale Compère cominciava a sboccare per la cresta della montagna superata dal 42°, sull'unica strada che dal bacino di Campotenese va a Morano. In questo modo le truppe borboniche incalzate di fronte, strette in fianco, e impedite nella loro ritirata si trovarono per la maggior parte ricacciate su i monti che circondano il piano di Campotenese. I più svelti ed arditi soldati napoletani cercarono di raggiungere, per malagevoli sentieri, la piccola colonna quasi tutta di cavalleria, che aveva potuto seguire il generale supremo con lo stato maggiore sulla strada di Morano, appena prima che fosse bloccata dal nemico.

## Ritirata
A questa sconfitta dell'esercito aveva dato un contributo determinate la condotta di Damas che non era stata all'altezza delle ritirate da lui compiute precedentemente da Roma ad Orbetello nel 1799 e nell'altra ancora da Siena a Roma nel 1801, correttamente eseguite. In questa terza ritirata all'opposto egli abbandonò tutto al caso, dopo aver dato prova d'inconcepibile imprevidenza lasciando sguarnite di truppe le giogaie della valle di San Martino, vere Termopili la cui difesa anche se fosse stata poco ostinata avrebbe nondimeno fatto costar caro ai francesi il passaggio di quella stretta e avrebbe dato tutto il tempo al corpo del generate Minutolo di eseguire la sua ritirata per la strada di Morano. L'evidenza dell'errore fu tale che all'improvviso apparire dei francesi dalla valle di San Martino circolò tra le truppe napoletane la voce di tradimento, e la diffidenza aggiunta a tanti altri elementi di disordine e di scoramento, rendevano le truppe borboniche incapaci di quelle energiche combinazioni di guerra, che han per base una robusta disciplina.
Intanto Rosenheim, informato della catastrofe di Campotenese cui tanto aveva contribuito la sua inesplicabile inazione, si pose subito in ritirata per passare in Sicilia, bruciando il ponte posto sul Coscile, senza neppur aspettare l'arrivo del corpo del brigadiere Fardella, il quale minacciato sul fianco dalla brigata di Compère, e avendo alle spalle le divisioni Duhesme e Lechi, che St. Cyr faceva marciare verso Cassano all'Ionio, retrocedette sino alla confluenza del Coscile e del Crati, e qui passò con barche questi fiumi, e costeggiando lo Ionio fece imbarcare la fanteria a Crotone lasciandone il comando al generale Cesarano e con la cavalleria raggiunse presso Cosenza il corpo di Rosenheim, cui si erano riuniti i resti di quello di Minutolo col conte di Damas e col suo stato maggiore.
Di qui le truppe, che non pagate, mal nutrite, mal vestite nel più rigoroso inverno, affaticate da lunghe e penose marce si erano mantenute tenute salde sotto la bandiera dei Borboni, marciando per Monteleone, si imbarcarono il 19 marzo a Reggio e Bagnara e passarono in Messina dove già erano arrivati due giorni prima i Principi Reali con la loro scorta. A causa di questa sconfitta fu perduta la parte continentale del regno che i francesi controllarono fino alla successiva sconfitta nella battaglia di Maida. Il giorno 11 marzo Giuseppe Bonaparte era stato incoronato sovrano del Regno di Napoli, ai Borboni rimaneva perciò la sola Sicilia, che grazie alla protezione della flotta inglese non poteva venir conquistata dalle armate napoleoniche.